# Dendropsophus minutus
Dendropsophus minutus és una espècie de granota que viu a l'Argentina, Bolívia, el Brasil, Colòmbia, l'Equador, Guaiana Francesa, Guyana, el Paraguai, el Perú, Surinam, Trinitat i Tobago, l'Uruguai i Veneçuela.